# چینی سنگاپوری‌ها
چینی‌های سنگاپوری‌ (Chinese Singaporeans) (چینی ساده‌شده: 新加坡华人; چینی سنتی: 新加坡華人; پین‌یین: Xīnjiāpō Huárén) مردمی هستند که همه یا بخشی از نیاکانشان چینی -خصوصاً از قوم هان-هستند که ملیت سنگاپوری دارند. یک قرن یا بیشتر واگرایی فرهنگی و دوری از وطن، باعث شده چینی سنگاپوری‌ها از چینی‌های سرزمین اصلی چین خود را به نحو گسترده‌ای تمایز بدهند. با این که چینی سنگاپوری‌ها از نظر قومی مشابه چینی‌های سرزمین اصلیند، آنها نوعاً غربی شده‌اند و انگلیسی زبان اولشان است.
بر اساس آمار سال ۲۰۱۵ آنان ۷۶٫۲ درصد از شهروندان این کشور را تشکیل می‌دهند که آنان را بدل به بزرگترین قومیت در این کشور می‌کند. خارج از چین بزرگ، سنگاپور تنها کشور جهان است که قومیت چینی در آن اکثریت جمعیت را تشکیل داده و در همهٔ سطوح جامعه، سیاست و اقتصاد کشور حضور دارد.